# 赤嶺正明
赤嶺筑登之正明（あかみね ちくどぅん せいめい、康熙36年〈1697年〉10月9日 – 雍正6年〈1728年〉7月1日）は、琉球王国の官人・士族。童名は眞樽、唐名は郭永承。赤嶺親雲上正信の養子であり、郭氏許田家五世。号は栢林。

## 生涯
実父は智氏翁長筑登之親雲上武平、実母は倪氏大城親雲上宗明の娘・眞伊奴金。父・正信に実子がなかったため、養子として迎えられ、郭氏の家督を継承した。
康熙52年（1713年）、欹髻（元服）を結い、康熙61年（1722年）には砂糖座筆者に任じられ、筑登之座敷に叙された。
雍正6年（1728年）7月1日に死去。享年32。

## 系譜
- 実父：智氏翁長筑登之親雲上武平
- 実母：倪氏大城親雲上宗明の娘・眞伊奴金
- 養父：赤嶺親雲上正信（郭宗儀）
- 妻：眞郡武樽（那輯東村山里尓也の出身）
- 長男：赤嶺筑登之正周
- 長女：思玉（康熙57年〈1718年〉生）
- 次女：眞伊奴金（康熙59年〈1720年〉生）
- 三女：思乙（雍正2年〈1724年〉生）
- 四女：眞牛（雍正4年〈1726年〉生）